# Список высших учебных заведений Беларуси
Система высшего образования Беларуси включает 51 учреждение, 42 из которых являются государственными, а девять — частными. 21 заведений подчиняются Министерству образования, 4 — Министерству сельского хозяйства и продовольствия, 4 — Министерству здравоохранения, 3 — Министерству культуры, 1 — Министерству связи и информатизации, 1 — Администрации президента, 1 — Министерству спорта и туризма, 2 — Министерству внутренних дел, 1 — Министерству обороны, 2 — Министерству транспорта и коммуникаций, 1 — Министерству по чрезвычайным ситуациям, 1 — Государственному пограничному комитету. Среди государственных высших учебных заведений 31 называются университетами, 9 — академиями, 2 — институтами.
В 2018/2019 учебном году высшее образование в государственных учреждениях получали 250,7 тыс. студентов (153,1 тыс. на дневной форме обучения, 96,4 тыс. на заочной и 1,3 тыс. на вечерней; 16,2 тыс. студентов составили иностранцы). Было принято 55,6 тыс. студентов, выпущено 60,1 тыс. специалистов. Численность профессорско-преподавательского состава — 20,3 тыс. человек (включая частные учреждения).
На начало учебного года 2019/2020 было 244,4 тыс. студентов в государственных учреждениях и 16,5 тыс. — в частных.
Высшим консультативным органом в системе высшего образования является республиканский совет ректоров высших учебных заведений, компетенция и порядок деятельности которого определяются в соответствии с «Положением о Республиканском совете ректоров высших учебных заведений». Ректора всех учреждений высшего образования назначаются Советом министров с утверждением кандидатуры у президента.
Старейшим университетом страны считается Белорусская государственная сельскохозяйственная академия, основанная в 1840 году. Академия является крупнейшим многопрофильным высшим учебным заведением агропромышленного направления среди стран СНГ и Европы.
В Белоруссии два ведущих вуза в национальной системе образования: Белорусский государственный университет, основанный 30 октября 1921 года, и Академия управления при Президенте Республики Беларусь, образованная 29 января 1991 года. Статус ведущего вуза в республике закреплён законодательно и имеет две разновидности: ведущий вуз в национальной системе образования и ведущий ВУЗ в отрасли.

## Рейтинги
В июле 2011 года по версии Webometrics, который анализирует представление высших учебных заведений в интернете, Белорусский государственный университет занял 1208-е место, Гродненский государственный университет — 3103-е место и Белорусский государственный университет информатики и радиоэлектроники — 3889-е место.
В 2014 году агентство «Эксперт РА» составило рейтинг 153 лучших высших учебных заведений СНГ. В него вошли 10 учреждений Белоруссии.
В 2018 году согласно рейтингу QS, который оценивает университеты по шести показателям: исследовательская деятельность, преподавание, мнение работодателей и карьерный потенциал, число иностранных студентов и преподавателей, Белорусский государственный университет занял 334-е место, Белорусский национальный технический университет — 751—800-е место.

## Список учреждений
В списке представлены государственные и частные высшие учебные заведения Белоруссии. Они располагаются в алфавитном порядке.
Таблица:
- Название — название университета на русском языке, ниже приводится оригинальное название на белорусском;
- Год основания — дата основания учебного заведения;
- Число факультетов — количество факультетов в учебном заведении;
- Местонахождение ректората — населённый пункт, где находится ректорат учебного заведения;
- Ректор — имя и фамилия ректора;
- Фото — фотография заведения;

Сортировка может проводиться по всем столбцам таблицы, кроме столбца с фото.

### Государственные
| Название | Год основания | Число факультетов | Местонахождение ректората | Ректор               | Фото |
| --- | ------------- | ----------------- | ------------------------- | -------------------- | ---- |
| Академия Министерства внутренних дел Республики Беларусь бел. Акадэмія Міністэрства ўнутраных спраў Рэспублікі Беларусь                        | 1958          | 6                 | Минск                     | Александр Васильев   |      |
| Академия управления при Президенте Республики Беларусь бел. Акадэмія кіравання пры Прэзідэнце Рэспублікі Беларусь                              | 1991          | 5                 | Минск                     | Игорь Бузовский      |      |
| Барановичский государственный университет бел. Баранавіцкі дзяржаўны ўніверсітэт                                                               | 2004          | 4                 | Барановичи                | Александр Унсович    |      |
| Белорусская государственная сельскохозяйственная академия бел. Беларуская дзяржаўная сельскагаспадарчая акадэмія                               | 1840          | 9                 | Горки                     | Виталий Великанов    |      |
| Белорусский государственный аграрный технический университет бел. Беларускі дзяржаўны аграрны тэхнічны ўніверсітэт                             | 1954          | 5                 | Минск                     | Николай Романюк      |      |
| Белорусская государственная академия авиации бел. Беларуская дзяржаўная акадэмія авіяцыі                                                       | 1974          | 3                 | Минск                     | Артём Шегидевич      |      |
| Белорусская государственная академия искусств бел. Беларуская дзяржаўная акадэмія мастацтваў                                                   | 1945          | 4                 | Минск                     | Михаил Борозна       |      |
| Белорусская государственная академия музыки бел. Беларуская дзяржаўная акадэмія музыкі                                                         | 1932          | 4                 | Минск                     | Елена Куракина       |      |
| Белорусская государственная академия связи бел. Беларуская дзяржаўная акадэмія сувязі                                                          | 1993          | 4                 | Минск                     | Андрей Зеневич       |      |
| Белорусский государственный медицинский университет бел. Беларускі дзяржаўны медыцынскі універсітэт                                            | 1930          | 6                 | Минск                     | Сергей Рубникович    |      |
| Белорусский государственный педагогический университет имени Максима Танка бел. Беларускі дзяржаўны педагагічны ўніверсітэт імя Максіма Танка  | 1914          | 9                 | Минск                     | Александр Жук        |      |
| Белорусский государственный технологический университет бел. Беларускі дзяржаўны тэхналагічны ўніверсітэт                                      | 1930          | 8                 | Минск                     | Игорь Войтов         |      |
| Белорусский государственный университет бел. Беларускі дзяржаўны ўніверсітэт                                                                   | 1921          | 16                | Минск                     | Андрей Король        |      |
| Белорусский государственный университет информатики и радиоэлектроники бел. Беларускі дзяржаўны ўніверсітэт інфарматыкі і радыёэлектронікі     | 1964          | 9                 | Минск                     | Вадим Богуш          |      |
| Белорусский государственный университет культуры и искусств бел. Беларускі дзяржаўны ўніверсітэт культуры і мастацтваў                         | 1975          | 4                 | Минск                     | Наталья Карчевская   |      |
| Белорусский государственный университет пищевых и химических технологий бел. Беларускі дзяржаўны ўніверсітэт харчовых і хімічных тэхналогій    | 1973          | 4                 | Могилёв                   | Максим Киркор        |      |
| Белорусский государственный университет транспорта бел. Беларускі дзяржаўны ўніверсітэт транспарту                                             | 1953          | 8                 | Гомель                    |                      |      |
| Белорусский государственный университет физической культуры бел. Беларускі дзяржаўны ўніверсітэт фізічнай культуры                             | 1937          |                   | Минск                     | Сергей Репкин        |      |
| Белорусский государственный экономический университет бел. Беларускі дзяржаўны эканамічны ўніверсітэт                                          | 1933          | 10                | Минск                     | Алексей Егоров       |      |
| Белорусский национальный технический университет бел. Беларускі нацыянальны тэхнічны ўніверсітэт                                               | 1918          | 16                | Минск                     | Сергей Харитончик    |      |
| Белорусско-Российский университет бел. Беларуска-Расійскі ўніверсітэт                                                                          | 1961          | 7                 | Могилёв                   | Михаил Лустенков     |      |
| Брестский государственный технический университет бел. Брэсцкі дзяржаўны тэхнічны ўніверсітэт                                                  | 1966          | 6                 | Брест                     | Александр Баханович  |      |
| Брестский государственный университет имени А. С. Пушкина бел. Брэсцкі дзяржаўны ўніверсітэт імя А. С. Пушкіна                                 | 1945          | 10                | Брест                     | Юрий Голубев         |      |
| Витебская государственная академия ветеринарной медицины бел. Віцебская дзяржаўная акадэмія ветэрынарнай медыцыны                              | 1924          | 4                 | Витебск                   | Николай Гавриченко   |      |
| Витебский государственный ордена Дружбы народов медицинский университет бел. Віцебскі дзяржаўны ордэна Дружбы народаў медыцынскі ўніверсітэт   | 1934          | 3                 | Витебск                   | Анатолий Щастный     |      |
| Витебский государственный технологический университет бел. Віцебскі дзяржаўны тэхналагічны ўніверсітэт                                         | 1965          | 5                 | Витебск                   | Андрей Кузнецов      |      |
| Витебский государственный университет имени П. М. Машерова бел. Віцебскі дзяржаўны ўніверсітэт імя П. М. Машэрава                              | 1910          | 9                 | Витебск                   | Валентина Богатырёва |      |
| Военная академия Республики Беларусь бел. Ваенная акадэмія Рэспублікі Беларусь                                                                 | 1995          | 7                 | Минск                     | Виктор Лисовский     |      |
| Гомельский государственный медицинский университет бел. Гомельскі дзяржаўны медыцынскі ўніверсітэт                                             | 1990          | 3                 | Гомель                    | Игорь Стома          |      |
| Гомельский государственный технический университет имени П. О. Сухого бел. Гомельскі дзяржаўны тэхнічны ўніверсітэт імя П. В. Сухога           | 1968          | 6                 | Гомель                    | Артур Путято         |      |
| Гомельский государственный университет имени Франциска Скорины бел. Гомельскі дзяржаўны універсітэт імя Францыска Скарыны                      | 1930          | 12                | Гомель                    | Сергей Хахомов       |      |
| Гродненский государственный аграрный университет бел. Гродзенскі дзяржаўны аграрны універсітэт                                                 | 1951          | 7                 | Гродно                    | Валентин Пешко       |      |
| Гродненский государственный медицинский университет бел. Гродзенскі дзяржаўны медыцынскі ўніверсітэт                                           | 1958          | 4                 | Гродно                    | Игорь Жук            |      |
| Гродненский государственный университет имени Янки Купалы бел. Гродзенскі дзяржаўны ўніверсітэт імя Янкі Купалы                                | 1940          | 14                | Гродно                    | Ирина Китурко        |      |
| Институт пограничной службы Республики Беларусь бел. Iнстытут пагранічнай службы Рэспублікі Беларусь                                           | 2010          | 1                 | Минск                     | Сергей Жилинский     |      |
| Белорусский государственный университет иностранных языков бел. Мінскі дзяржаўны лінгвістычны ўніверсітэт                                      | 1948          | 6                 | Минск                     | Наталья Лаптева      |      |
| Могилёвский государственный университет имени А. А. Кулешова бел. Магілёўскі дзяржаўны ўніверсітэт імя Аркадзя Куляшова                        | 1913          | 7                 | Могилёв                   | Денис Дук            |      |
| Могилёвский институт Министерства внутренних дел Республики Беларусь бел. Магілёўскі інстытут Міністэрства ўнутраных спраў Рэспублікі Беларусь | 1948          | 2                 | Могилёв                   | Роман Романчук       |      |
| Мозырский государственный педагогический университет имени И. П. Шамякина бел. Мазырскі дзяржаўны педагагічны ўніверсітэт імя І. П. Шамякіна   | 1944          | 6                 | Мозырь                    | Валерий Навныко      |      |
| Полесский государственный университет бел. Палескі дзяржаўны ўніверсітэт                                                                       | 2006          | 5                 | Пинск                     | Валерий Дунай        |      |
| Полоцкий государственный университет бел. Полацкі дзяржаўны ўніверсітэт                                                                        | 1968          | 7                 | Новополоцк                | Юрий Романовский     |      |
| Университет гражданской защиты МЧС Республики Беларусь бел. Універсітэт грамадзянскай абароны МНС Беларусi                                     | 1933          | 1                 | Минск                     | Иван Полевода        |      |

### Частные
| Название | Год основания | Число факультетов | Местонахождение ректората | Ректор            | Фото |
| --- | ------------- | ----------------- | ------------------------- | ----------------- | ---- |
| Белорусский торгово-экономический университет потребительской кооперации бел. Беларускі гандлёва-эканамічны ўніверсітэт спажывецкай кааперацыі | 1964          | 4                 | Гомель                    | Светлана Лебедева |      |
| БИП — Университет права и социально-информационных технологий бел. БІП — Універсітэт права і сацыяльна-інфармацыйных тэхналогій                | 1990          | 3                 | Минск                     | Сергей Романюк    |      |
| Институт предпринимательской деятельности бел. Інстытут прадпрымальніцкай дзейнасці                                                            | 1992          |                   | Минск                     | Виктор Цыбовский  |      |
| Институт парламентаризма и предпринимательства бел. Інстытут парламентарызму і прадпрымальніцтва                                               | 1993          | 2                 | Минск                     | Александр Горелик |      |
| Институт управления и предпринимательства бел. Інстытут кіравання і прадпрымальніцтва                                                          | 1993          | 2                 | Минск                     | Николай Синяк     |      |
| Институт современных знаний им. Широкова бел. Інстытут сучасных ведаў імя А. М. Шырокава                                                       | 1990          |                   | Минск                     | Александр Капилов |      |
| Международный гуманитарно-экономический институт бел. Міжнародны гуманітарна-эканамічны інстытут                                               | 1994          |                   | Минск                     | Тамара Алпеева    |      |
| Международный университет «МИТСО» бел. Міжнародны універсітэт «МІПСА»                                                                          | 1930          | 2                 | Минск                     | Владимир Лосев    |      |
| Минский инновационный университет бел. Мінскі інавацыйны ўніверсітэт                                                                           | 1991          | 1                 | Минск                     | Николай Суша      |      |